# 8-Bit Rebellion!
8-Bit Rebellion! je MMORPG hra, která byla vydána na motivy americké rockové skupiny Linkin Park pro iOS.

## Hratelnost
Cíl hry je porazit říši zla PixxelKorp, která ovládla 8bitový svět. Hráči plní úkoly, které je vedou přes několik úrovní, z nichž každá je založena na jednom ze členů skupiny. Ve hře se objevuje propagační materiály skupiny Linkin Park. Převážně plakáty na stěnách a obrazy samotného Mikea Shinody. Všech šest členů kapely je nakreslených jako postavičky v 8bitovém stylu.

## Hudba
Každý level obsahuje 8bitové a originální verze písní skupiny Linkin Park. Po dohrání hry se hráči odemkne dosud nevydaná píseň s názvem „Blackbirds“ spolu s videoklipem. Tu si lze ve hře poslechnout.

## Hodnocení
Hra podle webu Metacritic získala smíšené hodnocení.